# Chương II (album của Cá Hồi Hoang)
Chương II là album phòng thu đầu tiên của ban nhạc Việt Nam Cá Hồi Hoang được phát hành bởi Luke Record vào ngày 27 tháng 11 năm 2014. Album bao gồm 10 bài hát với 3 bài hát đã ra mắt trước đó là "Một Phút Quay Lại", "Muông Thú" và "Cho Ngày Cưới".

## Danh sách bài hát
| Danh sách bài hát của Chương II | Danh sách bài hát của Chương II        | Danh sách bài hát của Chương II |
| STT                             | Nhan đề                                | Thời lượng                      |
| ------------------------------- | -------------------------------------- | ------------------------------- |
| 1.                              | "Muông Thú"                            | 3:30                            |
| 2.                              | "Một Phút Quay Lại"                    | 4:21                            |
| 3.                              | "Thằng Nhóc"                           | 3:50                            |
| 4.                              | "Đã Một Lần"                           | 3:47                            |
| 5.                              | "Kỉ Niệm (Chỉ Là Buồn Thế Thôi)"       | 4:25                            |
| 6.                              | "Nếu"                                  | 4:31                            |
| 7.                              | "Để Trôi Đi"                           | 3:50                            |
| 8.                              | "Rồi Cũng Sẽ Qua"                      | 3:57                            |
| 9.                              | "Cánh Cửa Cuối Cùng (feat. Lan Thanh)" | 3:55                            |
| 10.                             | "Cho Ngày Cưới"                        | 4:07                            |
| Tổng thời lượng:                | Tổng thời lượng:                       | 40:13                           |

## Những người thực hiện
Âm nhạc
- Nguyễn Viết Thành – sản xuất, viết lời, hát chính, guitar, nhạc cụ bổ sung
- Nguyễn Thanh Minh – guitar, viết lời (4), hát bè (6)